# هذا من فضل ربي
هذا من فضل ربي (بالإنجليزية: Hadha min fadli Rabbi) عبارة تستخدم غالبًا للتعبير عن الشعور بالتواضع والامتنان لله لامتلاك شيء ما، مثل الموهبة والصحة والدخل الجيد، أو الزوج الصالح والأطفال، أي: بمعنى هذا من نعم الله علي.

## في التفسير
وردت في القرآن الكريم في سورة النمل ورقمها (27) صفحة (377) الآية (40).
قال تعالى: {قَالَ هَذَا مِن فَضْلِ رَبِّي لِيَبْلُوَنِي أَأَشْكُرُ أَمْ أَكْفُرُ ۖ وَمَن شَكَرَ فَإِنَّمَا يَشْكُرُ لِنَفْسِهِ ۖ وَمَن كَفَرَ فَإِنَّ رَبِّي غَنِيٌّ كَرِيمٌ}.
قال ابن كثير في تفسير جملة "هذا من فضل ربي": تعني أن هذا من نِعَم الله عليّ، وتشير بأن كل الأشياء والفضل من عند الله وحده،

## في القرآن الكريم
جاءت عبارة هذا من فضل ربي في القرآن الكريم من قصة النبي سليمان مع بلقيس ملكة سبأ.
قال سليمان: من منكم يأتيني بعرشها قبل أن يأتوني مسلمين؟.
{قَالَ الَّذِي عِندَهُ عِلْمٌ مِّنَ الْكِتَابِ أَنَا آتِيكَ بِهِ قَبْلَ أَن يَرْتَدَّ إِلَيْكَ طَرْفُكَ ۚ فَلَمَّا رَآهُ مُسْتَقِرًّا عِندَهُ قَالَ هَٰذَا مِن فَضْلِ رَبِّي لِيَبْلُوَنِي أَأَشْكُرُ أَمْ أَكْفُرُ ۖ وَمَن شَكَرَ فَإِنَّمَا يَشْكُرُ لِنَفْسِهِ ۖ وَمَن كَفَرَ فَإِنَّ رَبِّي غَنِيٌّ كَرِيمٌ}. سورة النمل الآية (40).
بمعنى "أنا آتيك به في طرفة عين" فلما رآه سليمان موضوعًا أمامه قال: "هذا من فضل ربي" ليختبرني أأشكر أم أكفر، ومن شكر فإنما شكره على نفسه ومن كفر فإن ربي غني كريم.

## الاستخدامات

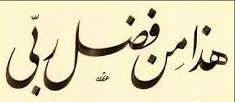
هذا من فضل ربي

انتشرت عبارة "هذا من فضل ربي" في العمارة والفن الإسلامي والخط العربي والرسومات، كعبارة ذات أهمية ودلالة للمسلمين، وترتبط بقول الحمد لله، كما يفهمها المسلمون والعرب في أغلب الأحيان.
فإن وضعها من قبل الناس يعني كأنهم يقولون: هذا الذي حصلنا عليه من خير وفضل، هو من عند الله وليس باجتهادنا وإنما بتوفيق الله أولا، ونحن نشكر المنعم المتفضل على كريم عطاياه وتفضّله.

## وصلات خارجية
تفسير صورة النمل